# Marias lovsang
Marias lovsang (Luk 1,46-56) eller Magnificat er en helt central Maria-tekst i Bibelen. Lovsangen er et fast del af de liturgiske aftenbønner i mange kirkesamfund, særlig i den katolske kirkes vesper.

## Indhold
Maria bryder ud i denne lovsang, efter at hun af sin slægtning Elisabeth har fået bekræftet den guddommelige undfangelse, der er sket inde i hende (Luk 1,26-45).
Den begynder med en lovprisning af Gud (v46-47) for, at han har set til Maria, hans ringe tjenerinde, så hun vil blive prist salig af alle slægter, ikke på grund af noget Maria har gjort, men på grund af, hvilke store ting Gud har gjort mod hende (48-49).
Ud af dette eksempel om Gud, der ophøjer den ringe tjenerinde Maria, udleder hun en lære om Guds væsen. Gud er en hellig og barmhjertig Gud, som ydmyger de hovmodige og ophøjer de ringe, mætter de sultne og gør de rige tomhændede (v50-53).
Det er et yndet tema i evangelierne, særligt i Lukasevangeliet, hvor det svage fremstilles som det, Gud finder behag i, for netop i menneskers afmagt kan Guds almagt, barmhjertighed og kærlighed særligt komme til udtryk. Derved bliver Maria som den ringe, unge og ukendte pige en repræsentant og et symbol på de ringe, som Gud på grund af sin storhed og barmhjertighed netop kan gøre store ting imod. Her trækker teksten på Hannahs lovsang, der er nedskrevet i Første Samuelsbog 2,1-10, hvor Hannah var uden børn og ringe; men Gud gav hende et barn, der skulle blive en af Bibelens store profeter, nemlig Samuel. Denne lovsang er uden tvivl inspiration til Marias lovsang. Til sidst henviser Maria til, at Gud nu, ved at lade Jesus komme til jorden, har taget sig af Israel, vist dem barmhjertighed og holdt sit løfte til Abraham.

## Virkningshistorie
Marias lovsang har en særlig plads i Maria-dyrkelsen. Lovsangen siger jo: "Herefter skal alle slægter prise mig salig". Derudover har dens centrale placering i hver eneste dags aftenbøn, vesperen, gjort den kendt og elsket. På grund af den sociale tone blev den i 1980'erne forbudt af diktatoren i Guatemala. 

## Tekst – Marias lovsang
v46 Da sagde Maria:

Min sjæl ophøjer Herren,

v47 og min ånd fryder sig over Gud, min frelser!

v48 Han har set til sin ringe tjenerinde.

For herefter skal alle slægter prise mig salig,

v49 thi den Mægtige har gjort store ting mod mig.

Helligt er hans navn,

v50 og hans barmhjertighed mod dem, der frygter ham,

varer i slægt efter slægt.

v51 Han har øvet vældige gerninger med sin arm,

splittet dem, der er hovmodige i deres hjertes tanker;

v52 han har styrtet de mægtige fra tronen,

og han har ophøjet de ringe;

v53 sultende har han mættet med gode gaver,

og rige har han sendt tomhændet bort.

v54 Han har taget sig af sin tjener Israel

og husker på sin barmhjertighed

v55 – som han tilsagde vore fædre –

mod Abraham og hans slægt til evig tid.

v56 Maria blev hos hende hen ved tre måneder og vendte så hjem. 